# Annie Hopf
Annie Hopf (Thun, 4 september 1861 - Zürich, 30 januari 1918), ook bekend als Annie Stebler-Hopf, was een Zwitsers kunstschilder.

## Leven en werk
Hopf was een leerling van kunstschilder Karl Gussow in Berlijn. In 1882 verhuisde Hopf naar Parijs. Ze volgde er lessen bij Luc-Olivier Merson en Tony Robert-Fleury aan de Académie Julian. Ze woonde en werkte samen met de Zwitserse kunstschilder Ottilie Roederstein. Tussen 1884 en 1890 werd werk van Hopf tentoongesteld op de Parijse Salon. Rond 1890 verhuisde Hopf naar Zürich. In 1894 exposeerde ze een portret en een landschap op een tentoonstelling in Luzern.
Brieven van Hopf aan schrijfster Maria Waser worden bewaard in de Zwitserse nationale bibliotheek.

## Galerij

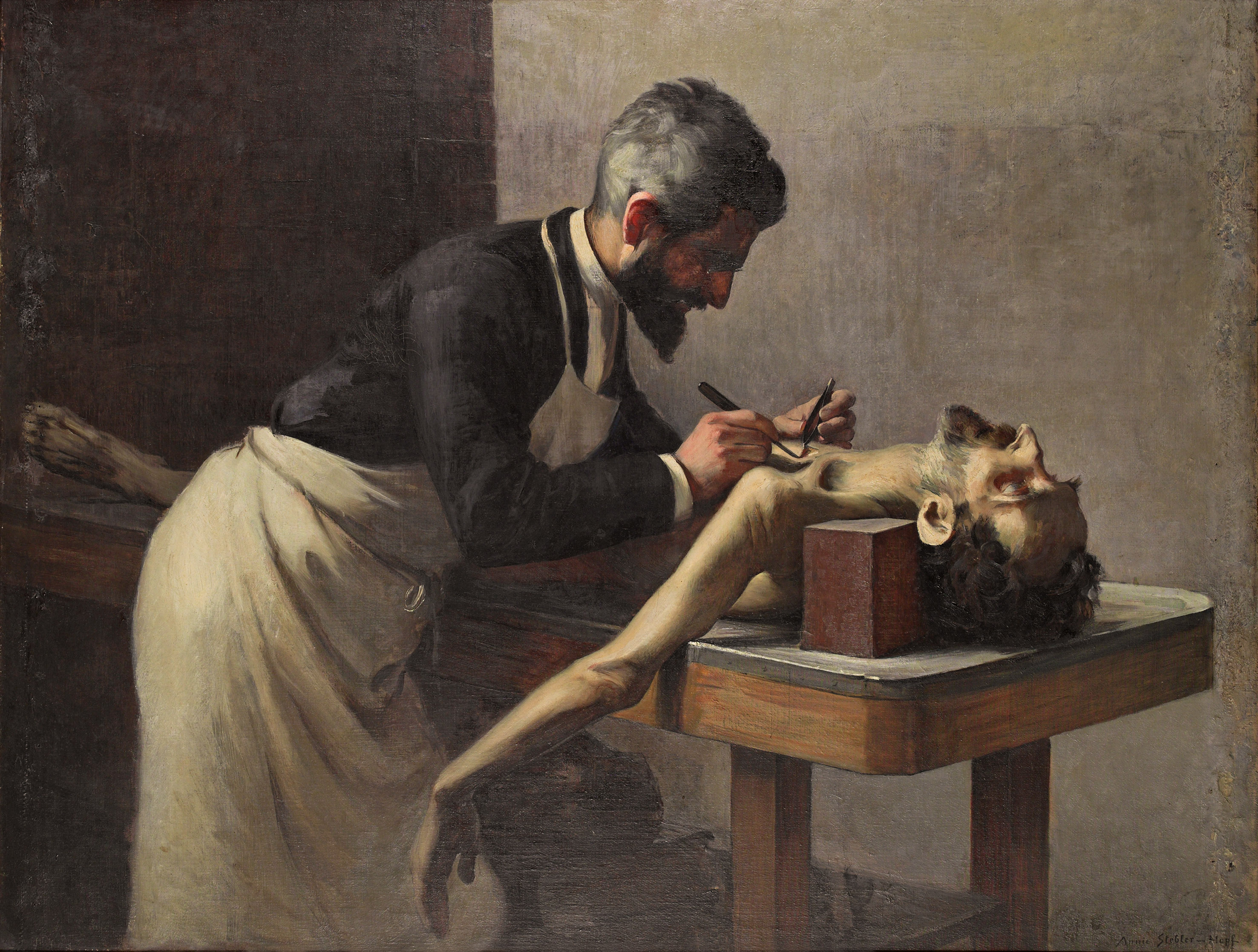
Autopsie (Professor Poirier, Parijs) (1889, Kunstmuseum Bern)
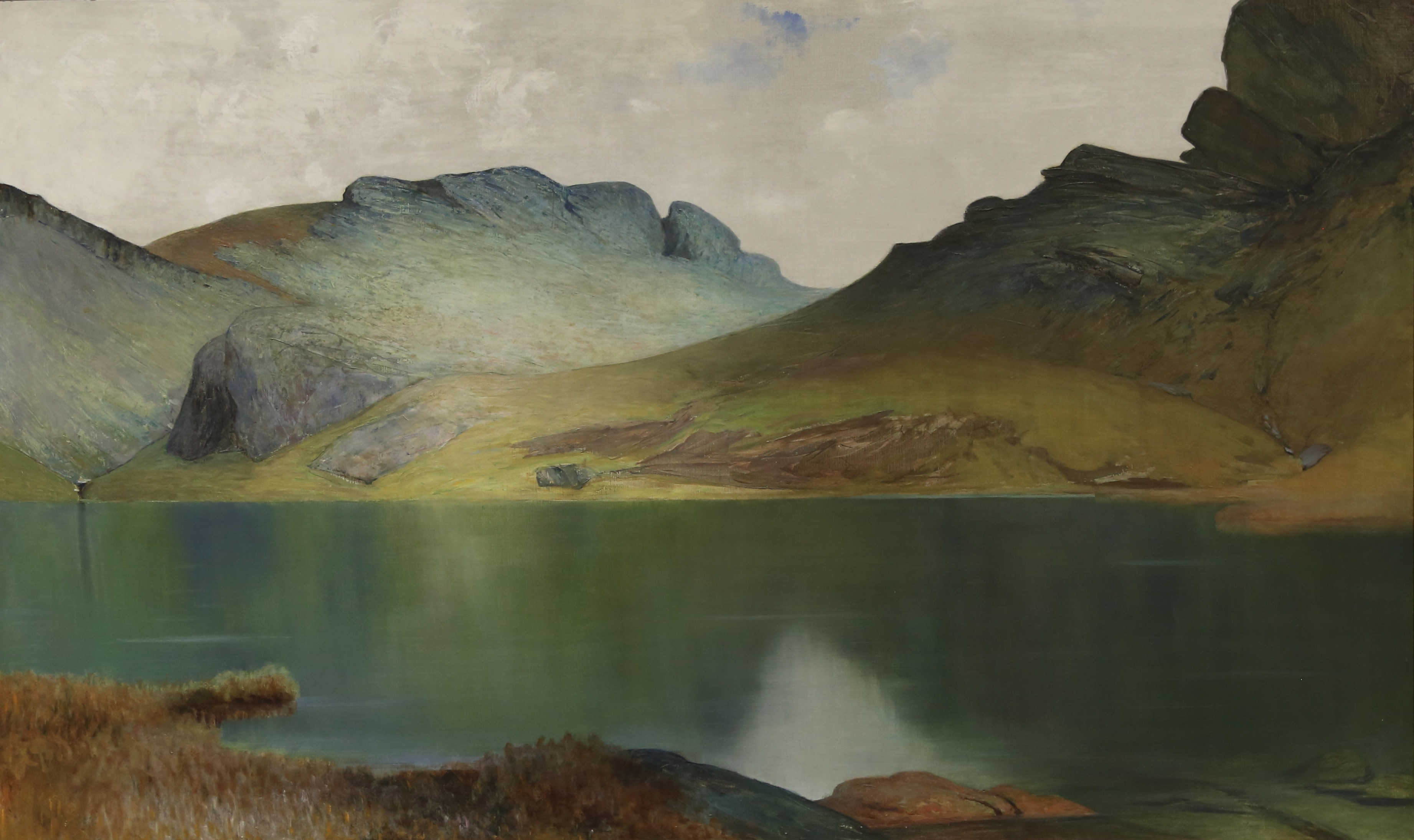
Märjalensee (circa 1918)